# ایست ریچموند هایتس (کالیفرنیا)
ایست ریچموند هایتس (به انگلیسی: East Richmond Heights) یک منطقهٔ مسکونی در ایالات متحده آمریکا است که در شهرستان کنترا کوستا، کالیفرنیا واقع شده‌است. ایست ریچموند هایتس ۱٫۵۰۳ کیلومتر مربع مساحت و ۳٬۲۸۰ نفر جمعیت دارد و ۱۱۷٫۹۶ متر بالاتر از سطح دریا واقع شده‌است.